# Centro Universitário Fundação Santo André
O Centro Universitário Fundação Santo André ou simplesmente Fundação Santo André, identificada pela sigla FSA é uma instituição de ensino superior pública pertencente ao Município de Santo André, que está localizada na Vila Príncipe de Gales, em Santo André (São Paulo).

## História
Após a criação da Faculdade de Ciências Econômicas e Administrativas de Santo André em 1953, a Prefeitura de Santo André resolveu criar em 1962 a Fundação Santo André, com o objetivo de manter a faculdade municipal. Apesar da iniciativa ter sido tomada por Santo André, a prefeitura de São Bernardo do Campo investiu 700 mil cruzeiros na criação da Fundação Santo André.Quatro anos depois, a Fundação Santo André criou a Faculdade de Filosofia, Ciências e Letras de Santo André.
Em 1967 a Fundação adquiriu um computador Burroughs e o empregou para criar um centro de processamento de dados encarregado de, entre outras funções, controlar o consumo de água e o pagamento das contas e impostos dos moradores de Santo André, sendo um dos primeiros municípios brasileiros a adotar computadores para realizar o lançamento de tributos.
Com a criação de novos cursos, em 1972 a prefeitura de Santo André cogitou solicitar ao Ministério da Educação a autorização para criar a Universidade de Santo André. A proposta não foi adiante.  No final dos anos 1970 a prefeitura de Santo André cogitou unificar a Fundação Santo André com a Faculdade de Medicina do ABC, formando assim a Universidade do ABC. Essa nova instituição seria entregue para a gestão do Ministério da Educação. Mais uma vez a proposta não foi implementada. 
Ela é a primeira instituição de ensino superior de Santo André, marcando a interiorização desse tipo de ensino para além da capital paulista. Está vinculada à Prefeitura Municipal de Santo André, responsável pela manutenção da instituição. 
Nos anos 2010, atravessou crise econômica relacionada à falta de repassa da prefeitura, que colocou em risco a continuidade da instituição. A crise afetou as atividades do Sabina, ligado à FSA.

## Cursos
O centro universitário municipal oferece cursos de graduação e de pós-graduação lato sensu (especialização).

### Graduação
A FSA oferece cursos de graduação nas áreas de Ciências Biológicas e da Saúde, Ciências Exatas e Tecnológicas e Ciências Humanas e Sociais, nas modalidades de bacharelado, licenciatura e tecnologia.